# National Defense Industrial Association
National Defense Industrial Association (w skrócie: NDIA) – amerykańskie stowarzyszenie dla członków administracji rządu Stanów Zjednoczonych oraz przemysłu obronnego, z siedzibą w Arlington (Virginia). Stowarzyszenie powstało w 1919 roku, a na jego powstanie wpłynęła niemożność zwiększenie wysiłku wojennego przez przemysł obronnościowy w trakcie I wojny światowej. Stowarzyszenie skupia urzędników państwowych, przedstawicieli wojska oraz specjalistów z branży, a także organizacji związanych z siłami zbrojnymi, czy też bezpieczeństwem kraju. NDIA publikuje własny magazyn National Defense.

## Organizacja
Stowarzyszenie skupia około 1500 członków korporacyjnych oraz ponad 45 000 członków indywidualnych i rządowych.Stowarzyszenie NDIA skupia i łączy oficjeli rządowych, wojskowych oraz przedstawicieli przemysłu obronnego, a także organizacji związanych z wojskowością, czy bezpieczeństwem narodowym. Jednym z głównych zadań organizacji jest kreowanie kontaktów biznesowych pomiędzy jej uczestnikami, a także wymiana doświadczeń i informacji. W ramach NDIA istnieją rozmaite dywizje i grupy robocze odpowiedzialne za rozmaite nisze z branży obronności.
Logistyka, polityka, walka i zaopatrzenie stanowią podstawę tematyczną dla większości sympozjów organizowanych przez NDIA, których każdego roku odbywa się ponad 80. Ponadto stowarzyszenie wspiera organizację około 25 wystaw każdego roku. W trakcie konferencji współfinansowanych przez NDIA, takich jak chociażby SOFIC (Special Operations Forces Industry Conference), ogłaszane są informacje o planach dotyczących testowania, czy wprowadzania do służby armii danego kraju konkretnego typu broni.